# Stora Björksnarssjön
Stora Björksnarssjön är en sjö i Surahammars kommun i Västmanland och ingår i Norrströms huvudavrinningsområde.